# Estación de Escárcega (Tren Maya)
Escárcega es una estación de trenes que se ubica en la ciudad mexicana de Escárcega, Campeche.

## Tren Maya
Andrés Manuel López Obrador anunció en su campaña presidencial del 2018 el proyecto del Tren Maya. El 13 de agosto de 2018 anunció el trazo completo. El recorrido de la nueva ruta del Tren Maya puso a la Estación Escárcega en la ruta que conectaría con Mérida, Yucatán y Chetumal, Quintana Roo
La estación se ubica en terrenos de la Línea Z del Tren Interoceánico a un costado de una arrocera. Su demanda es de carácter social y logístico, cuenta con tres vías y dos andenes.

## Características de la Estación
El diseño de la estación mezcla un juego de grandes cubiertas inclinadas de diferentes formas y medidas, áreas porticadas, grandes volados  y terrazas cubiertas.
La estación es de un solo nivel. El acceso principal es un andador cubierto y jardineado que da paso a un vestíbulo general donde se comunican áreas técnicas, andenes, áreas públicas y comerciales.
Sus acabados son de piedra caliza, evocando la arquitectura maya y de maderas tropicales, haciendo alusión a los campamentos madereros, origen del desarrollo de Escárcega.
El diseño con celosías en la parte superior retoman la fórmula química del caucho, también es parte del origen de Escárcega. A un costado del área técnica se ubica una zona multimodal, ahí se proporcionan servicios de autobuses, taxis, motos y bicicletas.
La estación esta rodeada de jardines y andadores cubiertos. Se pretende que sea un nuevo centro urbano con parque, donde la estación sea el eje detonador.
Actualmente, la estación se encuentra en funcionamiento y recibe a pasajeros diariamente.